# Марія Вірхінія Франсеса
Марія Вірхінія Франсеса (ісп. María Virginia Francesa; нар. 25 березня 1974) — колишня венесуельська тенісистка.
Найвищу одиночну позицію світового рейтингу — 311 місце досягла 30 Nov 1992, парну — 380 місце — 14 Sep 1992 року.
Здобула 2 парні титули туру ITF.

## Фінали ITF

### Одиночний розряд: 1 (0–1)
| Результат | Ранг | Дата           | Турнір            | Покриття | Суперниця          | Рахунок  |
| --------- | ---- | -------------- | ----------------- | -------- | ------------------ | -------- |
| Поразка   | 1.   | 30 серпня 1992 | Керетаро, Мексика | Тверде   | Клаудія Чабалгойті | 2–6, 3–6 |

### Парний розряд: 3 (2–1)
| Результат | Ранг | Дата           | Турнір             | Покриття | Партнерка             | Суперниці                            | Рахунок          |
| --------- | ---- | -------------- | ------------------ | -------- | --------------------- | ------------------------------------ | ---------------- |
| Перемога  | 1.   | 13 лютого 1994 | Богота, Колумбія   | Ґрунт    | Марія Долорес Кампана | Х'яна Гутьєррес Сесілія Інкапіе      | 4–6, 7–6(6), 6–4 |
| Поразка   | 1.   | 23 квітня 1995 | Каракас, Венесуела | Тверде   | Нінфа Марра           | Елікс Крік Крістін Курт              | 2–6, 6–2, 0–6    |
| Перемога  | 2.   | 30 липня 2000  | Каракас, Венесуела | Тверде   | Марія Венто-Кабчі     | Кендіс де ла Торре Габріела Волекова | 6–1, 6–4         |